# Mascapaicha

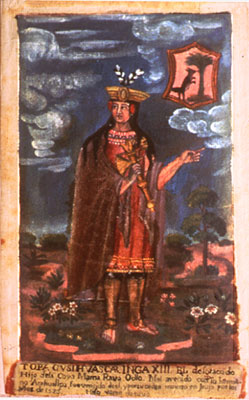
Sapa Inca che indossa la Mascapaicha.

La Mascapaicha era la corona indossata solo dai Sapa Inca: re di Cuzco e imperatori del Tawantinsuyu. Era un copricapo a cono tronco rovesciato, fatto di lana rossa intrecciata con fili d'oro. Sulla sommità aveva due piume dell'uccello Corequenque (Phalcoboenus megalopterus). Era il gioiello Inca di maggior valore. Dopo la conquista spagnola dell'Impero, la mascapaicha si trasformò nel simbolo della nobiltà locale.

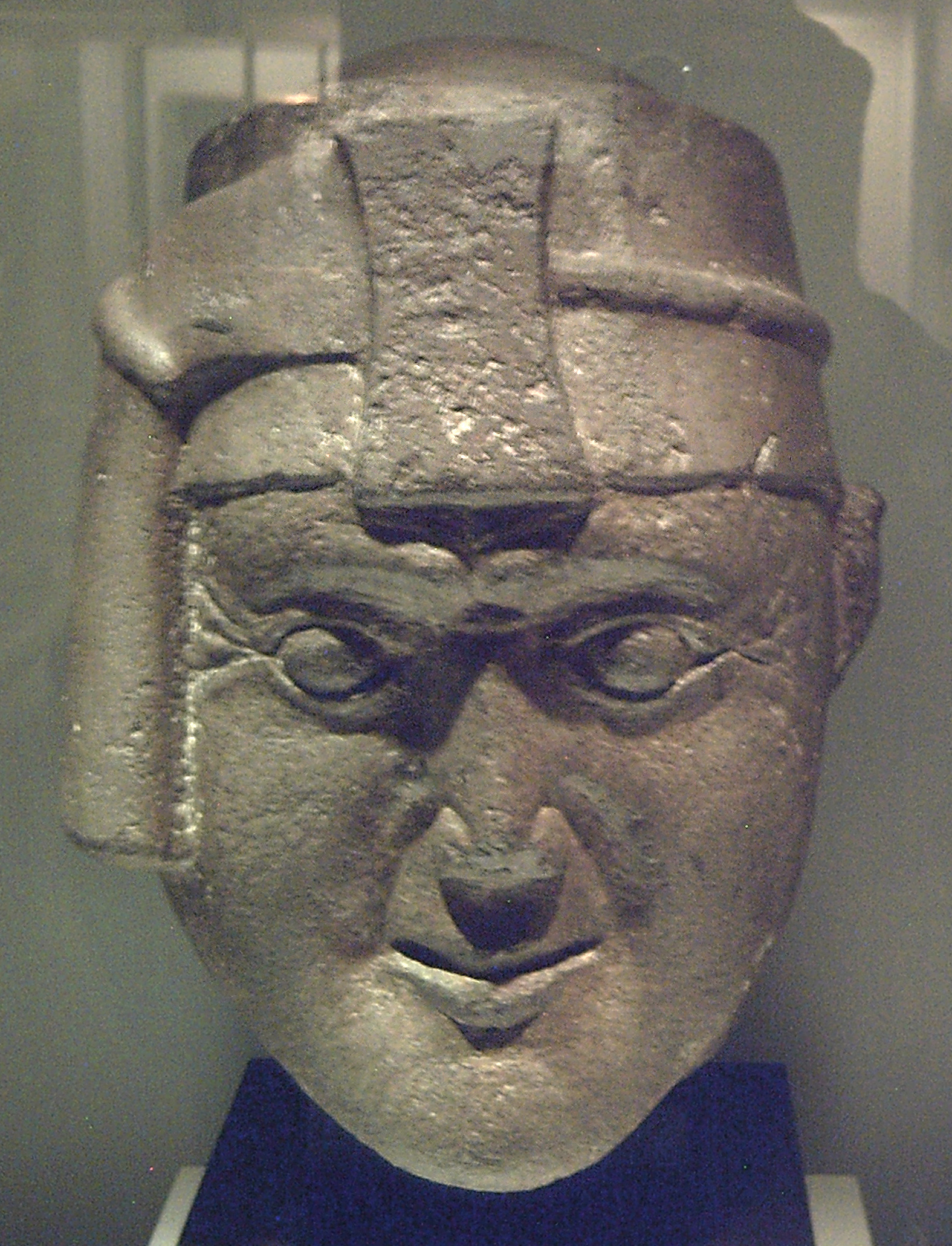
Capo inca di pietra con llawt'u e mascapaicha. Probabilmente una rappresentazione del dio Viracocha. Museo de América a Madrid.

## Descrizione
La mascapaicha era una corda intrecciata da 16 a 32 fili di spessore, che veniva avvolta quattro o cinque volte intorno alla testa dal basso verso l'alto, fino a renderla aderente al cranio, come una ghirlanda. Si può dire ce ne fossero di tre tipi: il "llawt'u" (una frangia di cordoncini) rosso e blu per il sovrano Inca, quello rosso e giallo per la panaca e quello nero per gli Inca di rango inferiore. Le acclas (anche dette “vergini de Sole” o “mogli degli Inca”, donne prescelte dagli Inca), producevano piccole nappine gialle e rosse chiamate paicha, che venivano cucite in una treccia sottile di circa un metro di lunghezza. Il llawt'u sarebbe quindi esclusivo della famiglia reale. Secondo lo storico Fernando de Montesinos, Inca Roca indossava una nappa blu con una sciarpa blu e cremisi che gli cadeva sulla fronte.

## Cerimonia
Solo i Sapa Inca potevano indossare la "mascapaicha", che era indossato dal Willaq Umu, il sommo sacerdote dell'Impero Inca. La cerimonia di incoronazione si svolgeva quando moriva il Sapa Inca ed era necessario che l'auqui (principe ereditario) assumesse le funzioni di nuovo sovrano.
Il suo uso continuò durante il Vicereame del Perù, identificando la nobiltà Inca, durante le sfilate e le processioni della città di Cuzco. I dipinti della  Scuola di Cuzqueña rappresentavano anche il Gesù bambino vestito da Inca con questo simbolo di potere in testa.